# Spannring (Schmuck)

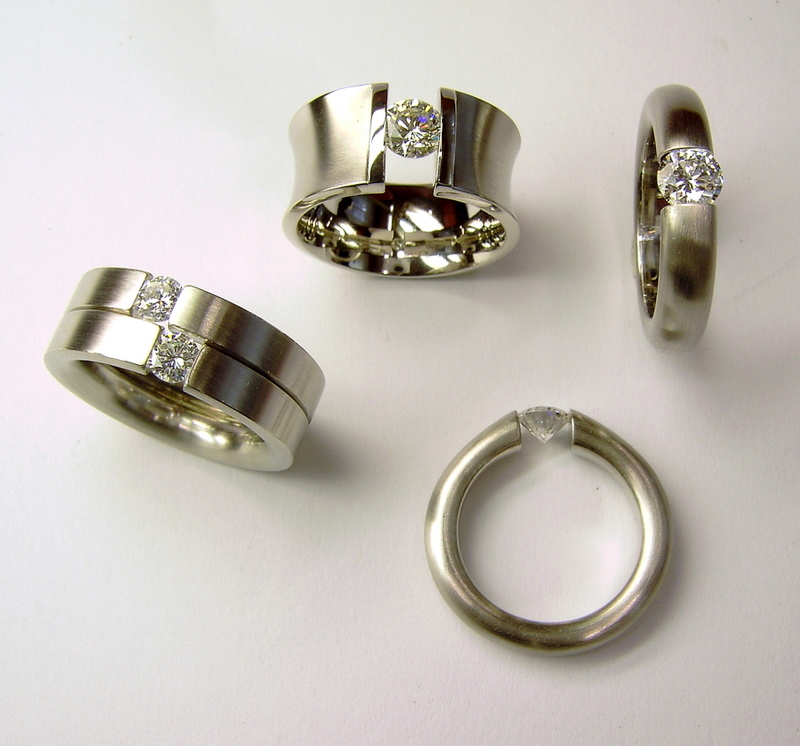
Spannringe

Der Spannring ist eine gestalterisch moderne Fingerringvariante, der durch die Eigenspannung des Ringes selbst, ohne jegliche Fassung, einen Schmuckstein hält. Dieser wird in speziell eingefrästen Einbettungen zwischen beiden Ringenden eingeklemmt.
Edelmetalle, wie Platin und Gold, die durch Kaltverformung die notwendige Spannung erreichen und dem Stein zugleich ein geschmeidiges Lager geben, sind dafür am besten geeignet.
Der Spannring bietet den Vorteil der seitlich freien Sicht auf den Edelstein. Diese kommt gerade bei einem Stein, der eine so hohe Brillanz wie der Diamant hat, besser zur Geltung.
Auch das beim alltäglichen Gebrauch unvermeidbare Anstoßen des Ringes nimmt der Spannring durch seine konstruktionsbedingte Elastizität gutmütig hin.
Starke und direkte Stöße auf den Stein sind bei allen Schmuckringen zu vermeiden, da Diamanten extrem hart, aber auch spaltbar und spröde sind. Ein möglicher Bruch führt hier meist unweigerlich zum Verlust des Steines.